# Черокі Фенікс

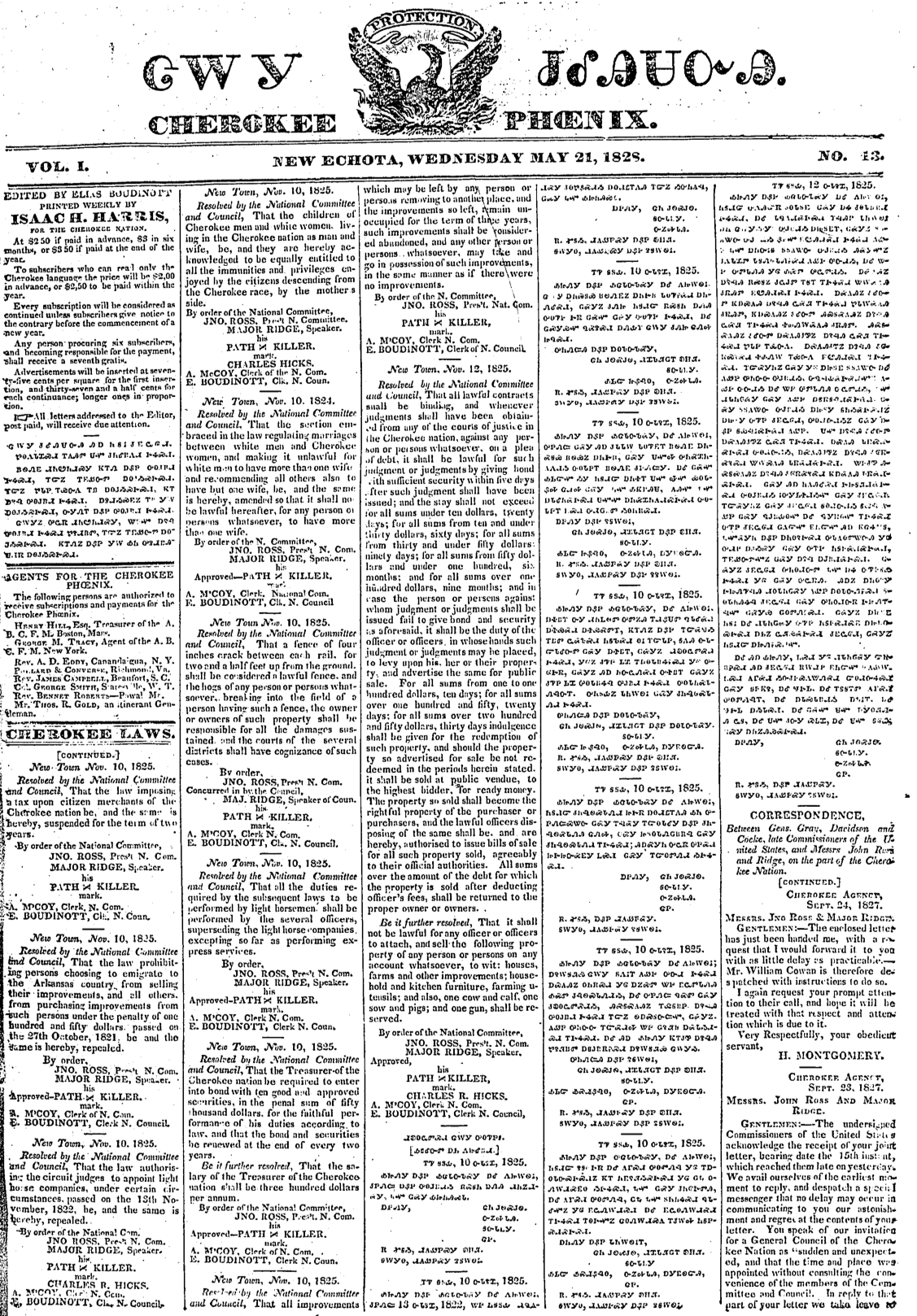
Cherokee Phoenix зразка 1828 року

«Cherokee Phoenix» — перша в історії США газета, яка видається індіанцями. Вона виходила у світ з 1828 по 1835 роках двома мовами: англійською та мовою черокі. Потім вона була заборонена владою штату Джорджія. Писемність була розроблена вождем Секвоя силабічна писемність черокі. Видавцем газети був Галлегіна Уеті (він же Еліас Будіна, 1800–1839), індіанець-черокі, який став християнським місіонером (відомий також як перекладач Нового Завіту на мову черокі). Газета внесла істотний внесок у розвиток літературної мови черокі.
Сьогодні Однойменна газета [Архівовано 2 вересня 2017 у Wayback Machine.] видається нацією черокі в Оклахомі.